# Околена
Околена (укр. Околена) — село в Усть-Путильской сельской общине Вижницкого района Черновицкой области Украины.
До 2020 года входило в Путильский район
Население по переписи 2001 года составляло 104 человека. Почтовый индекс — 59111. Телефонный код — 3738. Код КОАТУУ — 7323584002.